# Andreas Stokbro
Andreas Stokbro Nielsen (Brøndby, 8 de abril de 1997) es un ciclista profesional danés, miembro del equipo Unibet Tietema Rockets.

## Palmarés
2016
- 1 etapa del ZLM Tour

2018
- 1 etapa del Tour de Estonia

2019
- Tour de Flandes sub-23[2]
- Gran Premio Herning

2022
- 1 etapa del Tour de Loir-et-Cher
- Gran Premio Herning
- 1 etapa del Tour de Alta Austria

2023
- Gran Premio Villa de Lillers
- Gylne Gutuer

## Equipos
- Riwal (2016-2019)
  - Riwal Platform Cycling Team (2016-2017)
  - Riwal CeramicSpeed (2018)
  - Riwal Readynez Cycling Team (2019)
- NTT/Qhubeka[1] (2020-2021)
  - NTT Pro Cycling (2020)
  - Team Qhubeka ASSOS (2021)[3]
  - Team Qhubeka NextHash (2021)
- Team Coop (2022)
- Leopard TOGT Pro Cycling (2023)
- Unibet (2024-)
  - TDT-Unibet Cycling Team (2024)
  - Unibet Tietema Rockets (2025-)